# Isola dei Cavoli, Serpentara, Punta Molentis e Campulongu
Isola dei Cavoli, Serpentara, Punta Molentis e Campulongu este o arie protejată (arie specială de conservare — SAC, sit de importanță comunitară — SCI) din Italia întinsă pe o suprafață de 15.183 ha, din care 95 % marine.

## Localizare
Centrul sitului Isola dei Cavoli, Serpentara, Punta Molentis e Campulongu este situat la coordonatele 39°06′03″N 9°32′37″E / 39.10086°N 9.54358°E.

## Înființare
Situl Isola dei Cavoli, Serpentara, Punta Molentis e Campulongu a fost declarat sit de importanță comunitară în septembrie 1995 pentru a proteja 1 specie de plante și 24 de specii de animale. Situl a fost protejat și ca arie specială de conservare în mai 2021.

## Biodiversitate
Situată în ecoregiunea mediteraneană, aria protejată conține 22 de habitate naturale: Dune de coastă cu Juniperus spp., Tufărișuri halofile mediteraneene și termo-atlantice (Sarcocornetea fruticosi), Bancuri de nisip acoperite în permanență slab de apă marină, Dune împădurite cu Pinus pinea și/sau Pinus pinaster, Tufărișuri halo-nitrofile (Pegano-Salsoletea), Dune cu vegetație ierboasă Malcolmietalia, Dune mobile cu vegetație embrionară, Ape stătătoare oligotrofe până la mezotrofe, cu vegetație de Littorelletea uniflorae și/sau de Isoëto-Nanojuncetea, Faleze cu vegetație de Limonium spp. endemic de pe coastele mediteraneene, Galerii și tufărișuri riverane sudice (Nerio-Tamaricetea și Securinegion tinctoriae), Matorral arborescenți cu Juniperus spp., Pășuni mediteraneene udate de apa mării (Juncetalia maritimi), Straturi cu Posidonia (Posidonion oceanicae), Recifuri, Golfuri mici largi și golfuri puțin adânci, Stepe sărăturate mediteraneene (Limonietalia), Vegetație anuală la limita mareei, Lagune de coastă, Tufărișuri termo-mediteraneene și de pre-deșert, Dune mobile de-a lungul țărmului cu Ammophila arenaria („dune albe”), Dune de pe litoral fixate cu Crucianellion maritimae, Pseudostepă cu ierburi și specii anuale de Thero-Brachypodietea.
La baza desemnării sitului se află mai multe specii protejate:
- plante (1): Brassica insularis
- păsări (20): pescăruș albastru (Alcedo atthis), Alectoris barbara, fâsă-de-câmp (Anthus campestris), ciocârlie-cu-degete-scurte (Calandrella brachydactyla), Calonectris diomedea, caprimulg (Caprimulgus europaeus), prundăraș de sărătură (Charadrius alexandrinus), erete de stuf (Circus aeruginosus), egretă mică (Egretta garzetta), șoim călător (Falco peregrinus), Larus audouinii, ciocârlie de pădure (Lullula arborea), gaia neagră (Milvus migrans), viespar (Pernis apivorus), Phalacrocorax aristotelis desmarestii, Phoenicopterus ruber, chiră mică (Sternula albifrons), Sylvia sarda, silvie de tufiș (Sylvia undata), chiră de mare (Thalasseus sandvicensis)
- mamifere (1): delfin mare (Tursiops truncatus)
- reptile (3): Caretta caretta, Euleptes europaea, țestoasă bănățeană (Testudo hermanni)

Pe lângă speciile protejate, pe teritoriul sitului au mai fost identificate 21 de specii de plante, 58 de specii de păsări, 1 specie de mamifere, 9 specii de nevertebrate.